# 施護
施护（？—1017年），印度佛教高僧，宋朝汉译佛经的翻译师。

## 简介
施护法师为北印度乌填曩国（Udyāna）帝释宫寺佛僧，与天息灾为同母兄弟。在太平兴国五年（９８０）他们一同攜帶梵本来到中国
。

## 譯經貢獻
- 《如幻三摩地無量印法門經》二卷，於太平興國五年（980）譯。
- 《佛說徧照般若波羅蜜經》一卷，確切翻譯年代不詳。
- 《聖多羅菩薩梵贊》
- 《佛說帝釋岩秘密成就儀軌》